# 蒙特羅斯 (紐約州)
蒙特羅斯（英語：Montrose）是位於美國紐約州西徹斯特縣的普查規定居民點。

## 人口
根據2020年美國人口普查的數據，蒙特羅斯的面積為6.36平方千米，當中陸地面積為4.20平方千米，而水域面積為2.16平方千米。當地共有人口2862人，而人口密度為每平方千米450人。